# 사라 커닝햄
사라 커닝햄(Sarah Cunningham, 1918년 9월 8일 ~ 1986년 3월 24일)은 미국의 배우, 연극 배우, 텔레비전 배우, 영화배우이다.
그린빌에서 태어났으며 로스앤젤레스에서 사망하였다. 사인은 심근 경색이다. 

## 영화
- 톱니 바퀴의 칼날 (1985년)
- 여배우 프란시스 (1982년)
- 달라스 (1978년)
- 게더링 (1977년)
- 로즈 가든 (1977년)
- 네로 울프 (1977년)